# X González
Emma González (11 de noviembre de 1999) es una  activista estadounidense por el control de armas. Sobrevivió al tiroteo en la escuela secundaria Stoneman Douglas de Parkland el 14 de febrero de 2018 y en respuesta cofundó el grupo de defensa del control de armas Never Again MSD. Concitó la atención pública a raíz de un discurso que dio el 17 de febrero de 2018, en una manifestación contra la violencia armada, que se volvió viral.

## Primeros años y educación
González creció en Parkland, Florida. Su madre es tutora de matemáticas y su padre, José González, es un abogado de ciberseguridad que emigró de Cuba a la ciudad de Nueva York en 1968. Tiene dos hermanos mayores.
En la primavera de 2018 se graduó en la Marjory Stoneman Douglas High School, en donde también presidía la Alianza gay-heterosexual. En la escuela secundaria, González lideraba el equipo de seguimiento en el Proyecto Aquila, una misión para enviar un globo meteorológico hecho en la escuela "hasta el borde del espacio"; el proyecto fue documentado por su compañero estudiante David Hogg. Disfruta de la escritura creativa y la astronomía, pero no de las matemáticas.
El día del tiroteo, González estaba en el auditorio con docenas de otros estudiantes cuando se activó la alarma de incendios. Intentó salir por el pasillo, pero se le dijo que se pusiera a cubierto y se refugió en el auditorio, en donde estuvo durante dos horas hasta que la policía dejó salir a los estudiantes.
Antes del tiroteo, tenía planes de estudiar en el New College of Florida.

## Activismo contra las armas

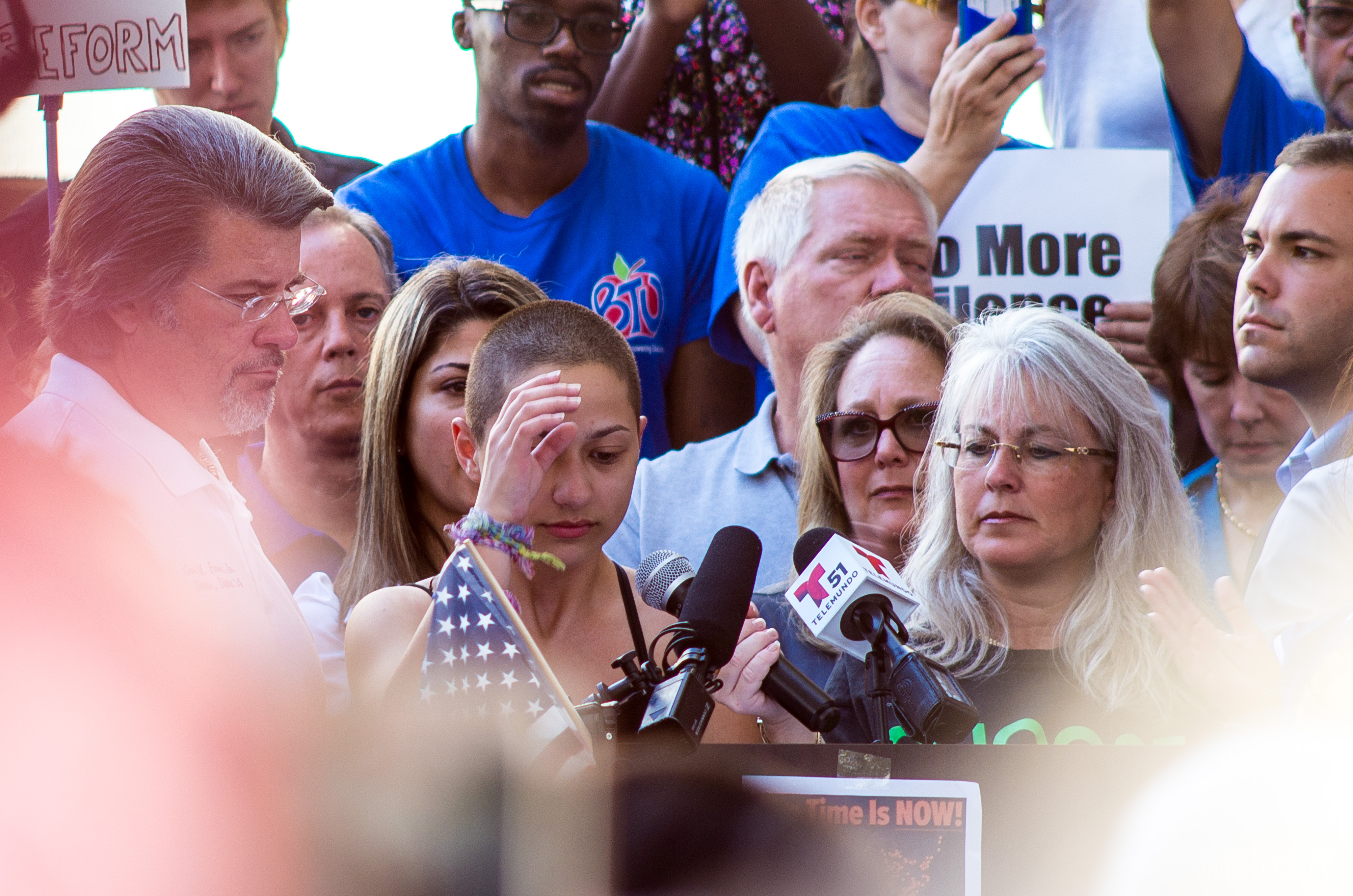
X González, estudiante al mando de un movimiento juvenil de control de armas, en un discurso en Fort Lauderdale.

El 17 de febrero de 2018, González pronunció un discurso de 11 minutos frente al juzgado del condado de Broward en un mitin de control de armas en Fort Lauderdale, Florida. El discurso fue en reacción al tiroteo de Stoneman Douglas High School, tres días antes, durante el cual un hombre armado había matado a diecisiete y había herido gravemente a muchos más.
En su discurso, se comprometió a trabajar con sus pares para presionar a los legisladores a cambiar la ley. El discurso llamó "una gran mentira" a las leyes de armas y pidió mayor defensa, y animó a los jóvenes a hablar en contra de los tiroteos en las escuelas. El discurso luego se volvió viral. Según The Washington Post, el discurso de González se convirtió en un emblema de la "nueva tensión de furiosa defensa" que surgió inmediatamente después del tiroteo.
En una entrevista con Ellen DeGeneres, González dijo que sentía que su mensaje resonaría a través de la repetición. "Sabía que haría bien mi trabajo en ese mitin si hacía que la gente cantara algo. Y pensé: “...We call B.S.” (“...lo llamamos B.S.” o “...le decimos B.S.”) tiene cuatro sílabas, eso es bueno, lo usaré". "No quería decir las palabras reales (BullShit “...lo llamamos una mierda” o “...le decimos una mierda”); este mensaje no necesita ser pensado de manera negativa en absoluto, dijo González".
González y otros sobrevivientes hablaron con los legisladores del estado de Florida en Tallahassee el 20 de febrero de 2018. Los estudiantes vieron a la legislatura rechazar el debate sobre un proyecto de ley de control de armas existente.
Los estudiantes también hablaron en el programa CNN Town Hall, organizado por CNN y televisado internacionalmente, el 21 de febrero de 2018. González y otros criticaron a la Asociación Nacional del Rifle (NRA), así como a los políticos que aceptan dinero de ella, como cómplices en los tiroteos, y declararon que "estás financiando a los asesinos o estás con los niños".
En dicho programa, González presionó a una representante de la Asociación Nacional del Rifle para que aclarara su posición sobre las armas de fuego. "Dana Loesch, quiero que sepas que vamos a apoyar a tus dos hijos de la manera en que ustedes no lo harán", dijo González en el programa. "El tirador de nuestra escuela obtuvo armas que usó hacia nosotros legalmente. ¿Cree que debería ser más difícil obtener la semiautomática y ... las modificaciones de estas armas para que sean completamente automáticas, como las "bump-stocks"?" Loesch respondió a González argumentando que los enfermos mentales no deberían tener acceso a las armas. González intervino y recalcó que no había respondido su pregunta. "Creo que voy a interrumpirte muy rápido y te recuerdo que la pregunta es en realidad, ¿crees que debería ser más difícil obtener estas armas semiautomáticas y modificaciones para que sean completamente automáticas, como las "bump-stocks"?"
Poco después de su discurso viral y apariciones de medios de alto perfil, González se unió a Twitter y consiguió más de un millón de seguidores en menos de diez días, superando tanto a la NRA como a Loesch.
González y otros estudiantes, incluyendo a David Hogg y Cameron Kasky, organizaron una protesta a nivel nacional del 24 de marzo de 2018 llamada March for Our Lives, incluyendo una marcha en Washington D. C.
González ha continuado hablando como parte de un movimiento nacional de estudiantes contra la violencia con armas de fuego, que incluyó una huelga escolar el 20 de abril de 2018, el 19.º aniversario de la Masacre de la Escuela Secundaria de Columbine.
La revista Glamour llamó a González "el rostro del movimiento #NeverAgain" y "un ícono reconocible".

## Ataques de la ultraderecha
González ha recibido ataques por su discurso de Fort Lauderdale, por parte de la derecha política y la prensa de derechas estadounidenses. También se ha enfrentado a comentarios despectivos hechos por trolls de internet sobre su orientación sexual, su cabello corto y su color de piel. Los teóricos de la conspiración han acusado falsamente  —como reconoció el representante demócrata Harrison: "una acusación insensible e inapropiada"— a los estudiantes, incluyendo a González, de ser provocadores de crisis. Benjamin Kelly, ayudante del representante estatal de Florida Shawn Harrison, fue despedido después de hacer tales acusaciones. Donald Trump Jr. enfrentó críticas por su aparente apoyo a las acusaciones sobre ser "provocadores de crisis".

## Vida personal
González se identifica como bisexual. Según Vogue, su corte de pelo no es una reacción al tiroteo en la escuela. "La gente me preguntaba: '¿Estás tomando una postura feminista?' No, no lo estaba. Es Florida. El pelo es solo un suéter extra que me obligan a vestir", recordó González. "Incluso hice una presentación en Powerpoint [sic] para convencer a mis padres de que me dejaran afeitarme la cabeza, y funcionó".
González utiliza el pronombre neutro they en singular. En mayo de 2021 anunció el uso de un nuevo nombre personal, X, citando la disociación con su nombre y pronombres anteriores.